# Innerwick
Innerwick (gälisch: Inbhir Mhuice) ist eine Ortschaft in der schottischen Council Area East Lothian beziehungsweise in der traditionellen Grafschaft Haddingtonshire. Sie liegt rund sieben Kilometer südöstlich von Dunbar und 30 Kilometer nordwestlich von Berwick-upon-Tweed nahe der Nordseeküste.

## Geschichte
Auf einer felsigen Spitze nahe Innerwick wurde im Mittelalter die Festung Innerwick Castle erbaut. Im 15. Jahrhundert wurde Innerwick Castle wiederaufgebaut, bevor es 1547 im Zuge des Rough Wooing endgültig zerstört wurde. Die Burg des Clans Stuart und später des Clans Hamilton ist heute noch als Ruine erhalten.
Die Innerwick Parish Church stammt aus dem Jahre 1784. In Innerwick sind zahlreiche historische Gebäude erhalten. Neben dem Denkmalschutz auf einzelne Bauwerke ist Innerwick und Umgebung als Conservation Area geschützt. Östlich an der Nordseeküste steht das Kernkraftwerk Torness.
Zwischen 1961 und 1991 stieg die Einwohnerzahl Innerwicks von 155 auf 200 an.

## Verkehr
Innerwick liegt an einer nicht klassifizierten Stichstraße abseits der A1 (Edinburgh–London), welche die Ortschaft an das Fernverkehrsstraßennetz anschließt. 1849 eröffnete die North British Railway einen Bahnhof in Innerwick. Die Strecke wird bis heute als East Coast Main Line betrieben. Der Bahnhof von Innerwick wurde jedoch im Juni 1951 aufgelassen.